# Кієшд (комуна)
Кієшд (рум. Chieșd) — комуна у повіті Селаж в Румунії. До складу комуни входять такі села (дані про населення за 2002 рік):
- Колонія-Сігету-Сілванієй (69 осіб)
- Кієшд (2010 осіб) — адміністративний центр комуни
- Сігету-Сілванієй (566 осіб)

Комуна розташована на відстані 410 км на північний захід від Бухареста, 25 км на північний захід від Залеу, 86 км на північний захід від Клуж-Напоки.

## Населення
За даними перепису населення 2002 року у комуні проживали 2645 осіб.
Національний склад населення комуни:
| Національність | Кількість осіб | Відсоток |
| -------------- | -------------- | -------- |
| румуни         | 2333           | 88,2%    |
| цигани         | 164            | 6,2%     |
| угорці         | 148            | 5,6%     |

Рідною мовою назвали:
| Мова      | Кількість осіб | Відсоток |
| --------- | -------------- | -------- |
| румунська | 2454           | 92,8%    |
| угорська  | 147            | 5,6%     |
| циганська | 44             | 1,7%     |

Склад населення комуни за віросповіданням:
| Релігія        | Кількість осіб | Відсоток |
| -------------- | -------------- | -------- |
| православні    | 2388           | 90,3%    |
| реформати      | 117            | 4,4%     |
| п'ятдесятники  | 87             | 3,3%     |
| баптисти       | 45             | 1,7%     |
| греко-католики | 3              | 0,1%     |
| римо-католики  | 2              | 0,1%     |
| адвентисти     | 1              | < 0,1%   |
| бретрени       | 1              | < 0,1%   |